# Пол Мескал
Пол Колм Мајкл Мескал (енгл. Paul Colm Michael Mescal, рођен 2. фебруара 1996. у округу Килдер, Ирска) је ирски филмски и телевизијски глумац. Прославио се улогом у мини серији Нормални људи (2020), добивши ТВ награду БАФТА и номинацију за награду Еми.
Године 2024. је добио главну улогу у филму Ридлија Скота, Гладијатор 2, у којем је глумио Луција Вера.